# Turma da Mônica: Laços (filme)
Turma da Mônica: Laços é um filme de aventura brasileiro de 2019 produzido pela Biônica Filmes e Quintal Digital, em coprodução com a Maurício de Sousa Produções, Paramount Pictures, Latina Estúdio, Paris Entretenimento e Globo Filmes e a distribuição da Paris Filmes e Downtown Filmes, baseado no romance gráfico de mesmo nome escrito por Vitor e Lu Cafaggi, que faz parte do projeto Graphic MSP, e na série de quadrinhos homônima escrita por Mauricio de Sousa. Dirigido por Daniel Rezende, com roteiro de Thiago Dottori, o filme é estrelado por Giulia Benite, Kevin Vechiatto, Laura Rauseo e Gabriel Moreira. Neste filme, Mônica, Cebolinha, Cascão e Magali partem em uma missão para encontrar Floquinho, o cachorro de estimação de Cebolinha que desapareceu misteriosamente.
Um filme live-action baseado em Laços foi anunciado pela primeira vez na Comic Con Experience de 2015, e a escolha do elenco começou em meados de 2016. No dia 29 de dezembro de 2017 foi anunciado o elenco principal em um vídeo no canal de Mauricio de Sousa junto com o diretor do filme, Daniel Rezende. As filmagens começaram entre junho e julho de 2018, em Limeira, Paulínia e Poços de Caldas.
A obra foi lançada nos cinemas brasileiros a partir do dia 27 de junho de 2019 e arrecadou mais de quarenta e seis milhões de reais nas bilheterias, sendo visto por mais de dois milhões de telespectadores. No lançamento, junto com a Kinoplex, a Paris Filmes doou parte da renda do filme para a ONG Ampara Animal. O filme venceu o Grande Prêmio do Cinema Brasileiro na categoria de Melhor Infantil durante a edição de 2020.
Laços foi a quinta produção baseada na obra de Mauricio de Sousa a ser lançada nos cinemas após um hiato de doze anos depois do lançamento de Uma Aventura no Tempo (2007). Foi o terceiro filme dos personagens lançado em live-action, após Mônica e Cebolinha – No Mundo de Romeu e Julieta (1979) e A Rádio do Chico Bento (1989), sendo o primeiro a ser lançado nesse formato para os cinemas (uma vez que os dois primeiros foram lançados, originalmente, para a televisão e diretamente em vídeo, respectivamente).

## Sinopse
Floquinho, o cão de estimação do Cebolinha, desapareceu misteriosamente. Cebolinha, então, desenvolve um plano para resgatar o seu cachorrinho, mas para isso vai precisar da ajuda de seus amigos fiéis: Mônica, Magali e Cascão. Juntos, a turminha enfrentará desafios e viverá grandes aventuras para trazer Floquinho de volta para casa.

## Elenco
| Ator/Atriz             | Personagem                    |
| ---------------------- | ----------------------------- |
| Giulia Benite          | Mônica                        |
| Kevin Vechiatto        | Cebolinha                     |
| Laura Rauseo           | Magali                        |
| Gabriel Moreira        | Cascão                        |
| Rodrigo Santoro        | Louco                         |
| Ravel Cabral           | Homem do saco                 |
| Monica Iozzi           | Dona Luisa de Sousa           |
| Luiz Pacini            | Seu Sousa                     |
| Paulo Vilhena          | Seu Cebola da Silva           |
| Fafá Rennó             | Dona Cebola da Silva          |
| Ana Carolina Godoy     | Dona Lili Lima                |
| Beto Schultz           | Seu Paulinho Lima             |
| Angélica Paula         | Dona Lurdinha de Araújo       |
| Adriano Paixão         | Seu Antenor de Araújo         |
| Cauã Martins           | Titi                          |
| Sofia Munhoz           | Aninha                        |
| Gabriel Blotto         | Xaveco                        |
| Pedro Souza            | Jeremias                      |
| Isabela Santos         | Cascuda                       |
| Murillo Costa          | Quinzinho                     |
| Ítalo Viana            | Tonhão da Rua de Baixo        |
| Kaleb Figueiredo       | Cabelo da Rua de Baixo        |
| Mateus Mahmoud         | Pitu da Rua de Baixo          |
| Jasmim Donega          | Meninas com Bichos de Pelúcia |
| Isabella Nakahara      | Meninas com Bichos de Pelúcia |
| Luiza Istolé           | Meninas com Bichos de Pelúcia |
| Monique Bourscheid     | Xabéu                         |
| Maria Angélica Martins | Cremilda                      |
| Maria Cristina Martins | Clotilde                      |
| Lívia Carvalho         | Maria Cebolinha               |
| Adriano Bolshi         | Andarilho                     |
| Maurício de Sousa      | Jornaleiro                    |

## Produção
Turma da Mônica: Laços é um romance gráfico publicado em 2013 pela Panini Comics como parte do projeto Graphic MSP, que traz releituras dos personagens da Turma da Mônica sob a visão de artistas brasileiros dos mais variados estilos. Turma da Mônica: Laços foi escrito e desenhado pelos irmãos Vitor e Lu Cafaggi, e conta a história da amizade entre as crianças Mônica, Cebolinha, Cascão e Magali, que vivem uma aventura quando saem à procura de Floquinho, o cãozinho do Cebolinha, que havia fugido de casa. O livro ganhou o 26º Troféu HQ Mix nas categorias Edição especial nacional e Publicação infantojuvenil. Em 2015, foi publicada uma continuação chamada Turma da Mônica: Lições e, em dezembro do mesmo ano na Comic Con Experience, foi anunciado o lançamento de um filme live-action baseado em Laços lançado em 27 de junho de 2019.
Outros personagens dos quadrinhos apareceram em forma de estampas em revistas e quadros, incluindo as gêmeas Cremilda e Clotilde, Astronauta, Papa-Capim, Jotalhão e Horácio. Nas participações especiais é possível ver a participação de Sidney Gusman (editor da Mauricio de Sousa Produções), Vitor e Lu Cafaggi (quadrinistas de Laços) e o próprio Mauricio de Sousa.

### Escolha do elenco
As seletivas para o filme foram abertas em meados de 2016. Durante este período, foram avaliadas mais de sete mil crianças de todo o Brasil através de várias audições. Laura Rauseo foi escolhida para ser Magali em seu primeiro teste, porém nada foi dito à atriz. No dia 29 de setembro de 2017, foi liberado um vídeo no canal de Mauricio de Sousa onde ele, juntamente com o diretor do longa Daniel Rezende, anunciam o elenco principal. Giulia Benite foi escolhida para viver Mônica, Kevin Vechiatto foi escolhido para viver Cebolinha, Gabriel Moreira foi escolhido para viver Cascão. As gravações do longa aconteceram entre junho e julho de 2018, em Limeira, Paulínia e Poços de Caldas. Mais tarde, foi anunciado que Rodrigo Santoro, Monica Iozzi e Paulo Vilhena fariam parte do elenco adulto do longa.

### Trilha sonora
A música "Laços", performada por Tiago Iorc, foi composta por Tiago Iorc e Duca Leindecker especialmente para o filme. Outra música tocada no filme é "Deslizes", cantada por Raimundo Fagner, e cuja composição é de Michael Sullivan e Paulo Massadas.
Já a trilha sonora original foi composta por Fabio Góes.

#### Álbum musical
Um álbum musical do filme foi lançado pelo selo Paris Filmes.

##### Faixas
Todas as músicas são compostas por Fabio Góes.
| N.º            | Título                                                 | Duração |  |
| 1.             | "Abertura"                                             | 1:13    |  |
| 2.             | "Cartelas (ft.: Rogerio Sobreira)"                     | 1:10    |  |
| 3.             | "Plano 1"                                              | 1:12    |  |
| 4.             | "Plano 1: Falha (ft.: Rogerio Sobreira)"               | 1:45    |  |
| 5.             | "Sequestro"                                            | 0:34    |  |
| 6.             | "Cebolinha de Cama"                                    | 0:46    |  |
| 7.             | "Cartazes (ft.: Rogerio Sobreira & Victor Pulcinelli)" | 1:37    |  |
| 8.             | "Eu Topo!"                                             | 0:26    |  |
| 9.             | "Eu Topo! (Instrumental)"                              | 1:40    |  |
| 10.            | "Bicicletas"                                           | 1:17    |  |
| 11.            | "Homem do Saco"                                        | 1:20    |  |
| 12.            | "Entrando na Floresta (ft.: Rogerio Sobreira)"         | 0:43    |  |
| 13.            | "Meninas, Atacar!"                                     | 0:10    |  |
| 14.            | "Meninas, Atacar! (Instrumental)"                      | 1:44    |  |
| 15.            | "Cemitério (ft.: Rogerio Sobreira)"                    | 2:08    |  |
| 16.            | "Noite a Dentro (ft.: Rogerio Sobreira)"               | 1:16    |  |
| 17.            | "A Turma"                                              | 1:08    |  |
| 18.            | "Ponte"                                                | 0:59    |  |
| 19.            | "Bússola Bolacha (ft.: Victor Pulcinelli)"             | 0:27    |  |
| 20.            | "Choro"                                                | 1:47    |  |
| 21.            | "Cadê o Cebolinha? (ft.: Thiago Nemecek)"              | 0:53    |  |
| 22.            | "Capturados (ft.: Thiago Nemecek)"                     | 1:04    |  |
| 23.            | "Faz Alguma Coisa!"                                    | 0:08    |  |
| 24.            | "Faz Alguma Coisa! (Instrumental)"                     | 0:55    |  |
| 25.            | "Conseguimos"                                          | 0:09    |  |
| 26.            | "Conseguimos (Instrumental)"                           | 1:16    |  |
| 27.            | "Pic Nic"                                              | 1:13    |  |
| 28.            | "Namoricos"                                            | 1:34    |  |
| 29.            | "Último Plano (ft.: Rogerio Sobreira)"                 | 3:12    |  |
| Duração total: | Duração total:                                         | 33:43   |  |

## Recepção

### Comercial
Turma da Mônica: Laços foi lançado teatralmente em 27 de junho de 2019 e conseguiu atrair mais de dois milhões de espectadores aos cinemas brasileiros, faturando uma receita doméstica de US$ 7.554.706 contra um orçamento de cerca de R$ 10 milhões, tornando-se um sucesso comercial.

### Crítica
Denis Le Senechal Klimiuc, do Cinema com Rapadura, publicou uma crítica positiva, dizendo: "Daniel Rezende, ao se responsabilizar por levar às telas personagens tão queridos e inerentes à cultura brasileira, sua missão não era a de simplesmente adaptar, mas verdadeiramente se empenhar na transformação do colorido cartunesco a uma realidade minimamente verossímil. O resultado é encantador. Numa avaliação positiva para o portal CinePOP, Janda Montenegro escreveu: "O trabalho cuidadoso da equipe parece realmente ter dedicado atenção especial a todo e qualquer detalhe que pudesse contribuir na imersão do universo criado por Maurício de Sousa em 1959. [...] É um filme para você levar seus filhos, mas também para levar o papai e a mamãe a titi a e vovó, os professores e as amigas, afinal, todo mundo cresceu vendo as aventuras dessa turminha, então, é bom reencontrar velhos amigos."
Julia Sabbaga, do Omelete, deu nota máxima para o filme, dizendo: "O filme tem um ritmo único que combina adaptação de HQs e filme infantil, sem perder timing de piadas e seguindo uma estrutura de aventura juvenil. [...] Por fim, Turma da Mônica: Laços marca o cinema nacional como uma obra exemplar de técnica, carisma, e adaptação de um dos nossos maiores patrimônios." Pedro Antunes, da revista Rolling Stone Brasil, escreveu: "O filme conta com uma fotografia bastante contemplativa e cenas de silêncio em meio à floresta, propõe um respiro, o primeiro, depois de uma grande maratona que é amadurecer. O filme disfarçado de infanto-juvenil bate em cheio em quem, enfim, percebe que a vida não vai sair correndo se você começar a caminhar."
Gabrila Zocchi, da revista Capricho, deu ao filme nota favorável, dizendo: "A trama e os diálogos, claro, são direcionados ao público infantil, mas isso não significa que adolescentes e adultos não vão sair do cinema tocados. É impossível assistir ao longa e não relembrar a infância, recordar os momentos em que você mesmo lia A Turma da Mônica e até mesmo associar a história com vivências pessoais, seja do passado ou atuais." Elogiando a atuação dos personagens, Cesar Soto, do G1, escreveu: O maior defeito de "Laços" é a participação reduzida de Cascão e de Magali. As constantes disputas do outro par pela liderança diminuem sua importância e impedem que suas complexidades realmente apareçam. Por outro lado, as brigas também rendem o melhor momento da trama, na qual os protagonistas abandonam suas personalidades "quadrinescas" e deixam aflorar um lado humano de verdade."

### Prêmios e indicações
| Ano  | Prêmio                             | Categoria                    | Recipiente                          | Resultado | Ref    |
| ---- | ---------------------------------- | ---------------------------- | ----------------------------------- | --------- | ------ |
| 2020 | Grande Prêmio do Cinema Brasileiro | Melhor Longa Infantil        | Daniel Rezende                      | Venceu    | [ 35 ] |
| 2020 | Grande Prêmio do Cinema Brasileiro | Melhor Direção               | Daniel Rezende                      | Indicado  |        |
| 2020 | Grande Prêmio do Cinema Brasileiro | Melhor Direção de Fotografia | Azul Serra                          | Indicado  |        |
| 2020 | Grande Prêmio do Cinema Brasileiro | Melhor Roteiro Adaptado      | Thiago Dottori                      | Indicado  |        |
| 2020 | Grande Prêmio do Cinema Brasileiro | Melhor Direção de Arte       | Cássio Amarante e Mariana Falvo     | Indicado  |        |
| 2020 | Grande Prêmio do Cinema Brasileiro | Melhor Efeito Visual         | Cássio Amarante e Mariana Falvo     | Indicado  |        |
| 2020 | Grande Prêmio do Cinema Brasileiro | Melhor Montagem              | Marcelo Junqueira e Sabrina Wilkins | Indicado  |        |

## Sequência
Em 17 de junho de 2019 o diretor Daniel Rezende afirmou que o filme teria uma sequência, baseada na história Turma da Mônica: Lições. Logo após foi anunciado que o filme já estava em desenvolvimento e que a data de lançamento prevista era 8 de outubro de 2020, contudo, em dezembro de 2019, durante a Comic Con Experience, a data foi alterada para 10 de dezembro de 2020. As filmagens ocorreram em Poços de Caldas, Minas Gerais entre dezembro de 2019 e fevereiro de 2020.